# Проездной документ Российской Федерации
Проездной документ Российской Федерации — документ, удостоверяющий личность беженца при выезде за пределы и пребывании за пределами государства, а также при въезде на территорию государства из заграничной поездки по конвенции о статусе беженцев 1951 года.

## Содержимое
В документе вносят следующие сведения о личности имеющего вид на жительство:
- фамилия;
- имя;
- отчество;
- пол;
- дата рождения;
- место рождения.

## Выдача, замена и пользование
Проездной документ Российской Федерации выдаётся лицу, признанному беженцем, а также прибывшим с ним членам его семьи и лицам, в отношении которых лицо, признанное беженцем, осуществляет опеку или попечительство, для выезда за пределы территории Российской Федерации и въезда на территорию Российской Федерации, на срок 5 лет.
Владельцы проездных документов обычно должны предоставить документы, выданные консульством или посольством и подтверждающие право на безвизовый въезд, либо визу для указанного направления.